# دونگچئون-دونگ (گیونگجو)
دونگچئون-دونگ (گیونگجو) (به لاتین: Dongcheon-dong) یک منطقهٔ مسکونی در کره جنوبی است که در گیونگجو واقع شده‌است.